# Dadzewo
Dadzewo (deutsch Datzow) ist ein Dorf in der Woiwodschaft Westpommern in Polen. Es gehört zur Stadt- und Landgemeinde Polanów (Pollnow) im Powiat Koszaliński (Köslin).

## Geographische Lage
Dadzewo liegt 6 Kilometer westlich von Polanów, 26 km südöstlich von Koszalin, südlich der Woiwodschaftsstraße 206 Koszalin (Köslin)–Polanów–Miastko (Rummelsburg (Pommern)) und ist über einen Abzweig zwischen Nadbór (Nadebahr) und Jacinki (Jatzingen) erreichbar. Bis 1945 war Nadebahr die Bahnstation an der Kleinbahnstrecke Köslin–Pollnow der Köslin–Belgarder Bahnen.

## Geschichte
Der alte Rittersitz Datzow gehörte zum Pollnower Lehen der Familie von Glasenapp. 1770 kam das Gut an den Major Bogislaw Lorenz von Lettow, und 1879 kaufte es – zusammen mit Natzlaff (Nacław) – Carl Freiherr von Senden, der dann grundlegende Erneuerungen vornahm, den Hof ausbaute und das Gutshaus errichtete. Letzter Besitzer auf Datzow vor 1945 war Max Freiherr von Senden.
Zum Gut gehörte das Vorwerk Karlotto (heute nicht mehr existent), es besaß 858 Hektar, davon 603 ha Ackerland und 202 ha Wald.
Datzow war bis 1945 ein Ortsteil der Gemeinde Jatzingen (Jacinki) und gehörte somit zum Amt Wendisch Buckow (1938–45: Buckow (Pom.), polnisch: Bukowo), Standesamt Pollnow-Land und Amtsgerichtsbezirk Pollnow im Landkreis Schlawe i. Pom. im Regierungsbezirk Köslin der preußischen Provinz Pommern. Seit 1945 gehört Dadzewo zur Gemeinde Polanów im Powiat Koszaliński der Woiwodschaft Westpommern.

## Kirche
Datzow gehörte bis 1945 bei zumeist evangelischen Einwohnern zum Kirchspiel Pollnow im Kirchenkreis Schlawe der Evangelischen Kirche der Altpreußischen Union. Bei heute fast ausnahmslos katholischen Bewohnern ist Dadzewo der Parochie Polanów im Dekanat Polanów im Bistum Köslin-Kolberg der Katholischen Kirche in Polen zugeordnet.